# アーサー・ラッカム
アーサー・ラッカム（Arthur Rackham, 1867年9月19日 - 1939年9月6日）は、イギリスの挿絵画家。典型的な中流家庭の三男に生まれる。保険会社に勤務しつつ挿絵画家を志した。特にメルヒェンやファンタジーの挿絵で知られている。

## 生涯
ラッカムは12人兄弟の一人としてロンドンに生まれた。18歳からウェストミンスター火災保険会社に勤める傍ら夜学の美術学校に通い、絵入り雑誌にスケッチを寄稿。1892年、25歳のときに勤めを辞し、創刊時の『ウェストミンスター・ヴァジェット』誌でイラストレーターとして活動をはじめる。1893年に初めて本の挿絵を手がけ、以後挿絵画家として生涯にわたり数多くの挿絵を制作した。
1903年に肖像画家のイーディス・スターキーと結婚し、1908年に一女をもうけた。1906年にミラノの国際美術展で金賞を獲得、1911年のバルセロナの国際美術展でも金賞を受賞。生前よりパリのルーブル美術館を始めヨーロッパのほとんどの首都で彼の原画展が開催されている。ラッカムは1939年、癌によりリンプスフィールドの自宅で死去した。

## 主な作品
『グリム童話集』『ガリバー旅行記』（1900年）、『リップ・ヴァン・ウィンクル』（1905年）『ピーターパン・イン・ケンジントン・ガーデンズ』（1906年）、『不思議の国のアリス』（1907年）などの児童向けの作品がよく知られており、特に『不思議の国のアリス』はジョン・テニエルのものに次いで人気が高い。そのほか『真夏の夜の夢』（1908年）、『ウンディーネ』（1909年）やエドガー・アラン・ポーの作品集など大人向けのものも手がけている。

## ギャラリー

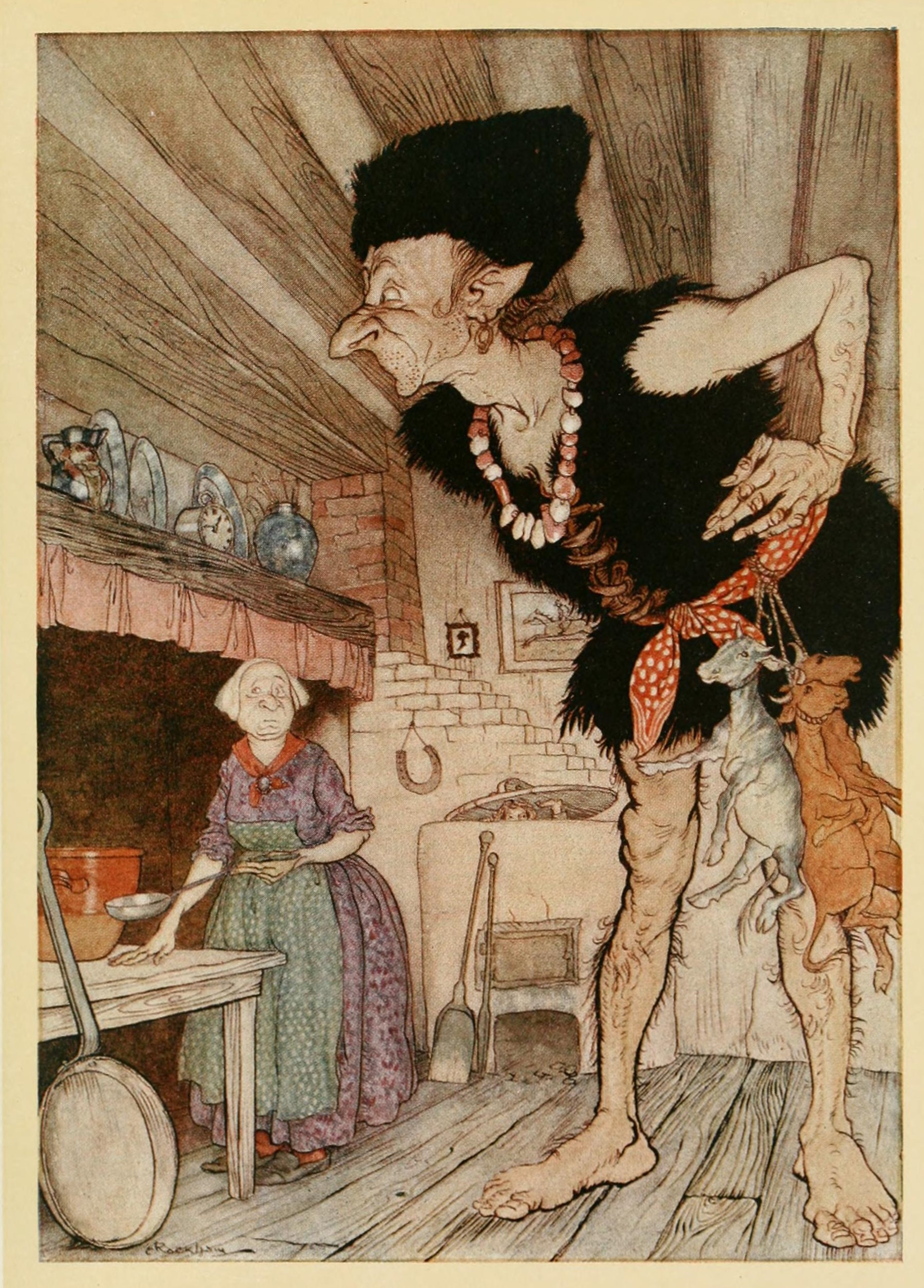
『イギリス妖精物語（『ジャックと豆の木』）』（1918年）
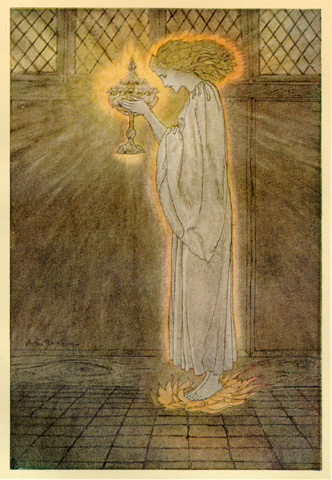
『アーサー王物語』（1917年）
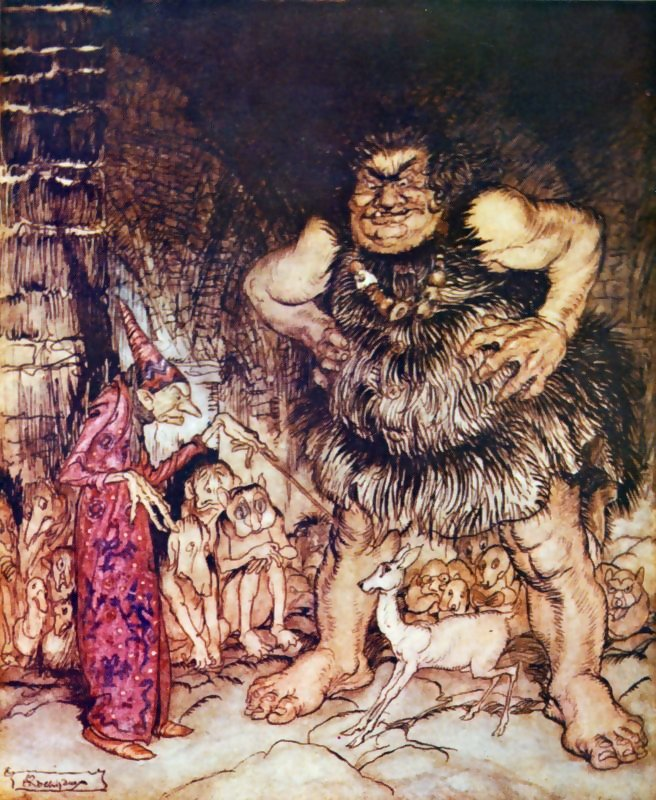
『イギリス妖精物語』（1918年）
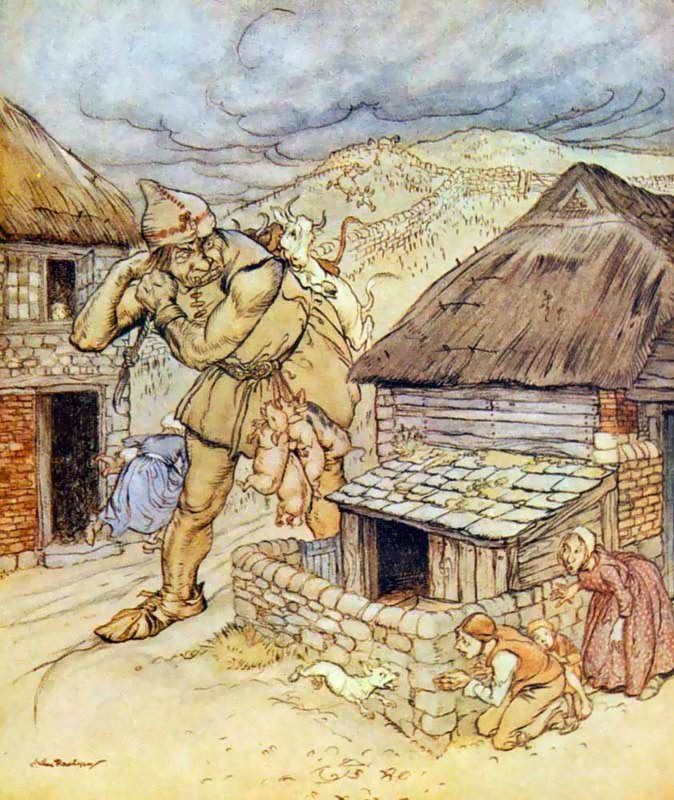
『イギリス妖精物語』
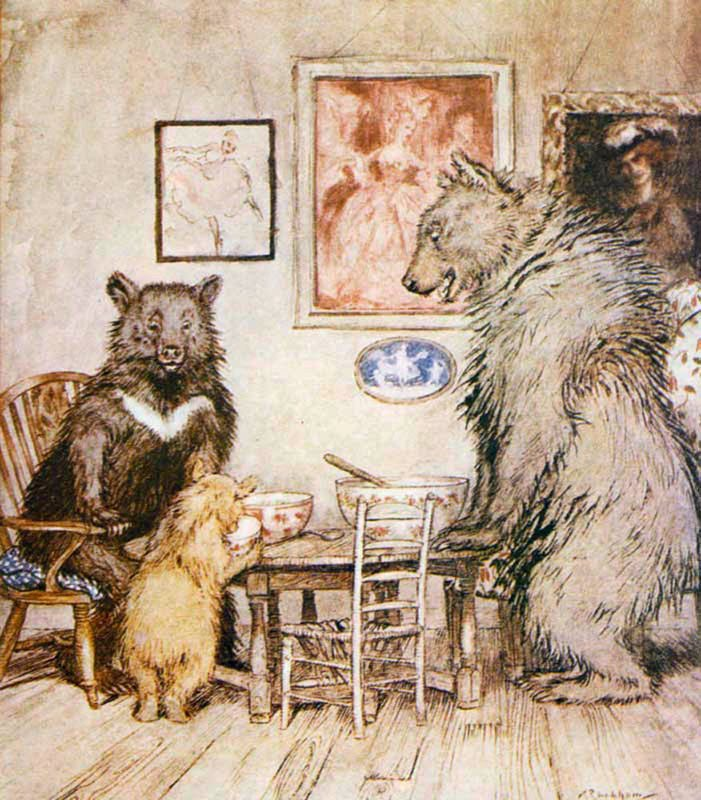
『イギリス妖精物語』
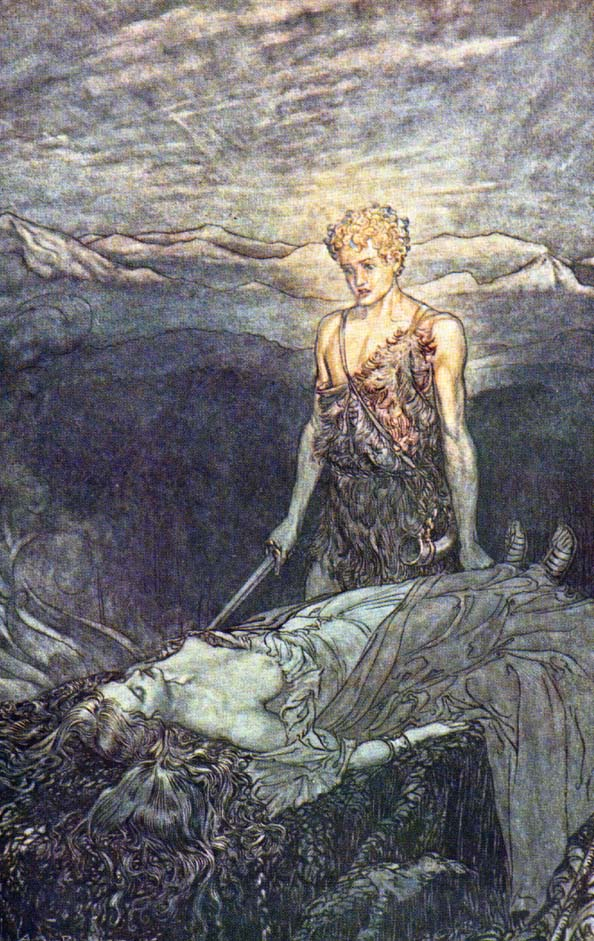
『ニーベルングの指環』
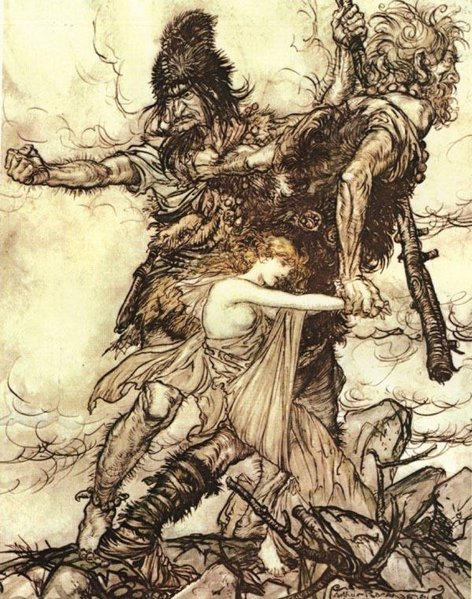
『ニーベルングの指環』
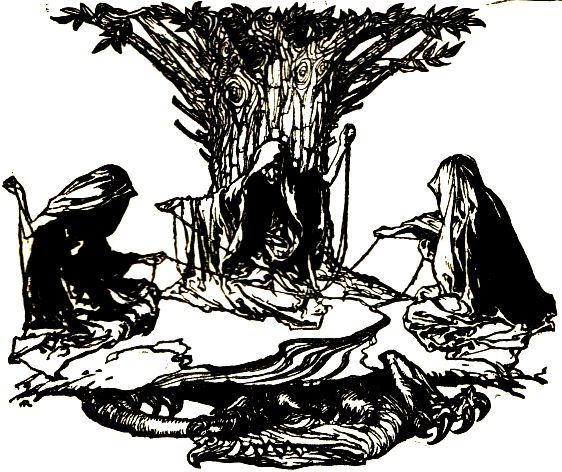
『ニーベルングの指環』
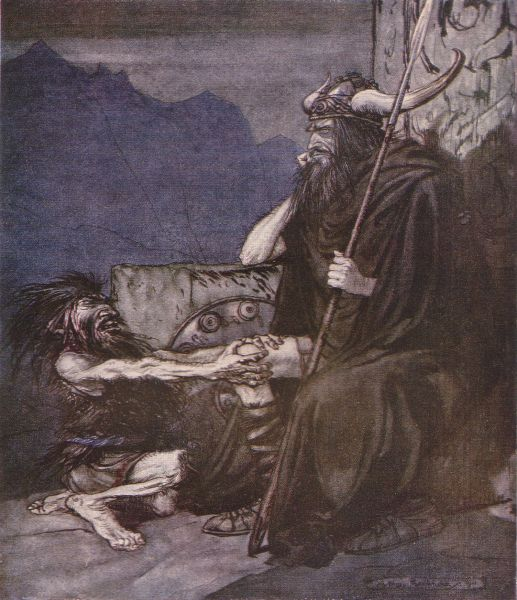
『ニーベルングの指環』
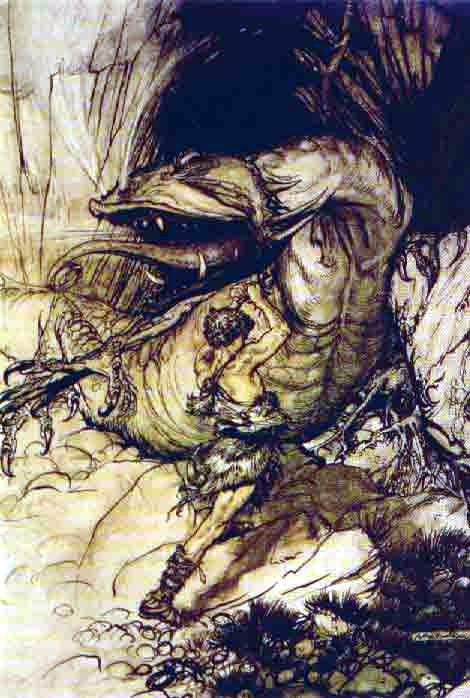
『ニーベルングの指環』